# MediaFire
Media Fire é um serviço de hospedagem de arquivos ou um disco virtual criado em 2005, localizado no Condado de Harris, Texas, nos Estados Unidos. O registo é opcional, e gratuito. Este website teve cerca de 8.7 milhões de visitas em 2008, segundo estudo do serviço Compete (análise de tráfico de dados).
Este é um dos poucos sites de hospedagem de arquivos que não obrigam os usuários a terem uma conta premium para que utilizem gerenciador de download, com reinicio de downloads interrompidos.
O serviço permite ao utilizador fazer o upload de arquivos com até 200 MB de tamanho no modo gratuito, em seguida é fornecido um URL para que possa ser compartilhado permitindo o seu download. Atualmente, não há limite para permanência dos arquivos, porém no início de 2009 muitos arquivos foram apagados do site.

## Características
Os clientes usam este site para fins múltiplos, que incluem: 
- Upload de arquivos;
- Download de arquivos;
- Compartilhar esses arquivos com pessoas escolhidas;
- Criação de galerias de imagens;
- Acesso online a arquivos pessoais.

Media possui interface amigável e intuitiva, com funcionalidades como:
- Página de upload com progresso
- Utilitários de gerenciamento de arquivos.